# Solo Monk
Solo Monk est un album en solo du pianiste de jazz américain Thelonious Monk sorti en 1965.

## Titres
| No  | Titre                                      | Musique                      | Durée |
| --- | ------------------------------------------ | ---------------------------- | ----- |
| 1.  | Dinah (deuxième prise)                     | Akst, Lewis, Young           | 2:27  |
| 2.  | I Surrender, Dear                          | Barris, Clifford             | 3:43  |
| 3.  | Sweet And Lovely (deuxième prise)          | Arnheim, LeMare, Tobias      | 2:58  |
| 4.  | North Of The Sunset                        | Thelonious Monk              | 1:50  |
| 5.  | Ruby, My Dear (troisième prise)            | Thelonious Monk              | 5:35  |
| 6.  | I'm Confessin' (That I Love You)           | Daugherty, Neiburg, Reynolds | 2:36  |
| 7.  | I Hadn't Anyone Till You (troisième prise) | Ray Noble                    | 3:17  |
| 8.  | Everything Happens to Me (troisième prise) | Adair, Dennis                | 3:25  |
| 9.  | Monk's Point                               | Thelonious Monk              | 2:11  |
| 10. | I Should Care                              | Cahn, Stordahl, Weston       | 1:56  |
| 11. | Ask Me Now (deuxième prise)                | Thelonious Monk              | 4:35  |
| 12. | These Foolish Things (Remind Me of You)    | Link, Marvell, Strachey      | 3:32  |

Morceaux présents sur l'édition bonus en CD :
| No  | Titre                                             | Musique                      | Durée |
| --- | ------------------------------------------------- | ---------------------------- | ----- |
| 13. | Introspection                                     | Thelonious Monk              | 2:14  |
| 14. | Darn That Dream                                   | DeLange, Van Heusen          | 3:41  |
| 15. | Dinah (première prise)                            | Akst, Lewis, Young           | 2:25  |
| 16. | Sweet and Lovely (première prise)                 | Arnheim, LeMare, Tobias      | 3:18  |
| 17. | Ruby, My Dear (première prise)                    | Thelonious Monk              | 4:48  |
| 18. | I'm Confessin' (That I Love You) (première prise) | Daugherty, Neiburg, Reynolds | 2:44  |
| 19. | I Hadn't Anyone Till You (deuxième prise)         | Ray Noble                    | 3:21  |
| 20. | Everything Happens to Me (première prise)         | Adair, Dennis                | 5:20  |
| 21. | Ask Me Now (deuxième prise)                       | première Monk                | 3:43  |